# Алюмінієвий чавун
Алюмі́нієвий чаву́н (англ. aluminum iron) — чавун, легований алюмінієм. Алюмінієві чавуни належать до жаротривких і зносостійких чавунів.

## Структура та хімічний склад
Структура алюмінієвого чавуну складається з перліту, фериту, цементиту, Fe3AlCX, Al4С3, графіту (пластинчастого й кулястого) у різних пропорціях залежно від марки. Хімічний склад алюмінієвого чавуну, %: С 1,0…3,8; Si 0,5…6,0; Al 1…31; Mn 0,7…40; Р до 0,2; S до 0,15.

## Класифікація
Розрізняють алюмінієвий чавун конструкційний (менше за 4 % Al) і спеціальний (5…30 % Al).
Конструкційний алюмінієвий чавун відзначається високими механічними властивостями:
- границя міцності на розтяг не менше за 300 МПа (30 кгс/мм²),
- границя міцності на згин не менше за 500 МПа (50 кгс/мм²),
- твердість за Брінеллем 180…250.

Спеціальним алюмінієвим чавунам пірофералю (ЧЮ30), чугалю (ЧЮХШ, ЧЮ6С5, ЧЮ7Х2, ЧЮ22Ш) тощо, властиві значні жаротривкість, корозійна стійкість та стійкість проти спрацювання.
Густина алюмінієвого чавуну з 5…8 % Al становить 6400…6700 кг/м³, з 29…31 % Al — 5300 кг/м³.
Для поліпшення властивостей алюмінієвих чавунів вдаються до легування (Ni, Cu, Mn, Mo, Cr, Ті), модифікування або термічної обробки.

## Застосування
Алюмінієві чавуни виплавляють в індукційних печах під шлаком або отримують змішанням окремих розплавів алюмінію з температурою 800 °C й чавуну з температурою 1350…1490 °C. Розплав заливають здебільшого у сухі піщані форми. Для зняття внутрішніх напружень виливки з алюмінієвого чавуну відпалюють за температури не нижчої від 750 °C.
Конструкційний алюмінієвий чавун використовують в автомобіле-, тракторо- і тепловозобудуванні (колінчасті вали, гільзи, головки блоків циліндрів тощо), спеціальний алюмінієвий чавун — в металургії, хімічній промисловості (виливниці, мульди, ємності для одержування і зберігання хімічних продуктів тощо).
Алюмінієвий чавун із вмістом Al до 9 % застосовують для деталей, що працюють при температурах до 800 °C.